# Бродчерч
Бродчерч (енгл. Broadchurch) је британска криминалистичко-драмска телевизијска серија која се приказивала између 2013. и 2017. године на каналу ITV. Творац је Крис Чибнел, који је такође изврпни продуцент и написао је све 24 епизоде и продуцирана од стране предузећа Kudos Film and Television и Imaginary Friends. Серија је постављена у Бродчерчу, фиктивном енглеском граду у Дорсету и фокусира се на детективе Алека Хардија (Дејвид Тенант) и Ели Милер (Оливија Колман). Серија садржи ансамблске улоге поред Тенанта и Колманове, које чине Џоди Витакер, Ендру Бјухан, Каролин Пиклс, Артур Дарвил, Шарлот Бјумонт, Вики Маклор, Адам Вилсон и Метју Гревил.
У Србији се приказује од 17. јуна на каналу Нова С, титлована на српски језик.

## Рефренце
1. ↑  „New cast members for Broadchurch 3 announced ahead of filming of the final series”. ITV. 12. 4. 2016. Приступљено 3. 2. 2017.
2. ↑  „Broadchurch - Rotten Tomatoes”. Rotten Tomatoes (на језику: енглески). Приступљено 18. 11. 2018.